# ウランホト市
ウランホト市（ウランホトし、ᠤᠯᠠᠭᠠᠨᠬᠣᠲᠠ　転写：Ulaɣanqota）は、中華人民共和国内モンゴル自治区ヒンガン盟に位置する県級市。ヒンガン盟の行政中心で、市街面積は23km2、都市人口は21.7万人。

## 地理
ウランホト市は内モンゴル自治区の北東部、大興安嶺南麓のホルチン草原に位置する。東南は吉林省、東北は黒竜江省と、北はフルンボイル市、南は通遼市、西はシリンゴル盟と接し、北西部はモンゴル国と国境を接している。

## 歴史
ウランホトとはモンゴル語で「赤い街」を意味する。清の第3代ジャサクト郡王オチル（鄂斉爾）がこの地に家廟を建立したことより王爺廟と称された。
1947年5月、ウランフを中心とした内モンゴル自治政府（後の内モンゴル自治区人民政府すなわち現在の内モンゴル自治区）成立時の首府とされた。同年12月にウランホトと改称された。1958年8月にホルチン右翼前旗と統合された際に市制が廃止され、ホルチン右翼前旗の管轄とされた。1980年7月に市制が再施行され現在に至る。
1970年代に一時吉林省に属したこともある。

## 行政区画
9ジュール・ゴドムジ（街道）、4バルガス（鎮）を管轄：
- 街道弁事処
  - 愛国街道
  - 和平街道
  - ヒンガン・ジュール・ゴドムジ（興安街道）
  - 勝利街道
  - 鉄西街道
  - ドゥーリン・ジュール・ゴドムジ（都林街道）
  - 五一街道
  - 城郊街道
  - 新城街道
- バルガス（鎮）
  - オラーンハダ・バルガス（烏蘭哈達鎮）
  - ゴゴーンソム・バルガス（葛根廟鎮）
  - タビン・オルトー・バルガス（太本站鎮）
  - ヤラルト・バルガス（義勒力特鎮）

## 観光
- チンギス・ハーン廟（中国語版）

## 交通

### 航空
- ウランホト空港があり、北京、フフホトなどと結ばれている。

### 鉄道

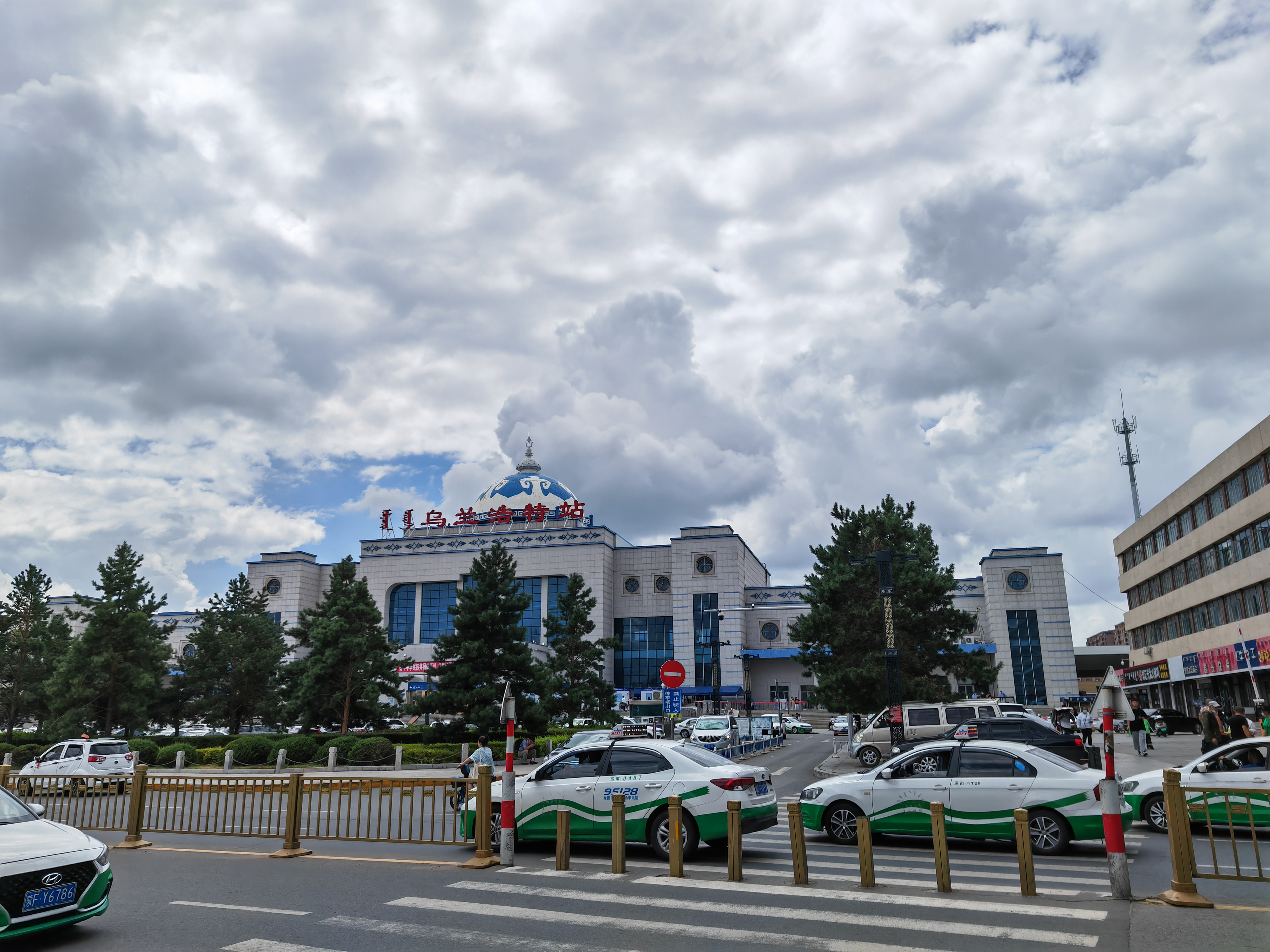
ウランホト駅

- 白阿線（中国語版）で白城、アルシャン市（阿爾山市）と結ばれている。

### 道路
- 高速道路
  -  琿烏高速道路
  -  集阿高速道路（中国語版）
  -  ウランホト環状高速道路
- 国道
  -  G111国道（中国語版）
  -  G302国道